# Chondrostoma nasus
Chondrostoma nasus là một loài cá thuộc họ Cá chép (Cyprinidae). Trong tiếng Anh, nó hay được gọi là nase.

## Phân bố
C. nasus sống tự nhiên trong lưu vực biển Đen (Danube, Dniestr, Bug Nam, Dniepr), nam biển Balt (Nieman, Oder, Vistula) và nam biển Bắc. Thêm nữa, nó được du nhập vào lưu vực sông Rhône, Loire, Hérault, Soca (Ý, Slovenia). Đây là một loài cá di trú.

## Bề ngoài
C. nasus có dáng thon dài, với vảy xanh-xám ánh kim và đuôi cam. Môi dưới thụt vào so với môi trên. Nói chung, loài này có chiều dài 25–40 cm, nặng chừng 1 kg. Một số cá thể đạt tới chiều dài 50 cm, cân nặng 1,5 kg. Tuổi thọ tối đa từng ghi nhận là 15 năm.

## Sinh thái
Loài cá sống theo đàn này cư ngụ nơi nước sâu, dòng chảy nhanh, thường trú vào chỗ có vật che chắn dòng nước (chân cầu, v.v.). Nó bơi quanh đáy nước, tìm ăn tảo hay các thực vật thủy sinh khác.